# 15. ceremonia wręczenia Independent Spirit Awards
15. ceremonia wręczenia niezależnych nagród Independent Spirit Awards za rok 1999, odbyła się 25 marca 2000 roku na plaży w Santa Monica.
Nominacje do nagród ogłoszone zostały 13 stycznia 2000 roku.
Galę wręczenia nagród poprowadziła Jennifer Tilly.

## Laureaci i nominowani
Laureaci nagród wyróżnieni są wytłuszczeniem

### Najlepszy film niezależny
- Albert Berger, Ron Yerxa, David Gale i Keith Samples – Wybory
  - Will Baer – Kto zabił ciotkę Cookie?
  - John Hardy i Scott Kramer – Angol
  - Mary Sweeney, Neal Edelstein i Alain Sarde – Prosta historia
  - Eric Watson i Palmer West – Sugar Town

### Najlepszy film zagraniczny
- Biegnij Lola, biegnij
  -  Wszystko o mojej matce
  -  Mój syn fanatyk
  - / Rosetta
  -  Topsy-Turvy

### Najlepszy reżyser
- Alexander Payne – Wybory
  - Harmony Korine – Go
  - Doug Liman – Chuck i Buck
  - David Lynch – Prosta historia
  - Steven Soderbergh – Angol

### Najlepszy scenariusz
- Alexander Payne i Jim Taylor – Wybory
  - Kevin Smith – Dogma
  - Audrey Wells – Guinevere
  - Lem Dobbs – Angol
  - James Merendino – Punki z Salt Lake City

### Najlepsza główna rola żeńska
- Hilary Swank – Nie czas na łzy
  - Diane Lane – Spacer po księżycu
  - Janet McTeer – Niesione wiatrem
  - Susan Traylor – Valerie Flake
  - Reese Witherspoon – Wybory

### Najlepsza główna rola męska
- Richard Farnsworth – Prosta historia
  - John Cusack – Być jak John Malkovich
  - Terence Stamp – Angol
  - David Strathairn – Limbo
  - Noble Willingham – The Corndog Man

### Najlepsza drugoplanowa rola żeńska
- Chloë Sevigny – Nie czas na łzy
  - Barbara Barrie – Judy Berlin
  - Vanessa Martinez – Limbo
  - Sarah Polley – Go
  - Jean Smart – Guinevere

### Najlepsza drugoplanowa rola męska
- Steve Zahn – Happy, Texas
  - Charles S. Dutton – Kto zabił ciotkę Cookie?
  - Clark Gregg – Przygody Sebastiana Cole
  - Luis Guzmán – Angol
  - Terrence Howard – Drużba

### Najlepszy debiut
(Nagroda dla reżysera)

Reżyser − Tytuł filmu
- Spike Jonze − Być jak John Malkovich
  - Kimberly Peirce − Nie czas na łzy
  - Tony Bui − Trzy pory roku
  - Michael Polish − Twin Falls Idaho
  - Joan Chen − Xiu Xiu

### Najlepszy debiutancki scenariusz
- Charlie Kaufman – Być jak John Malkovich
  - Kip Williams – Przygody Sebastiana Cole
  - Kimberly Peirce i Andy Bienen – Nie czas na łzy
  - Anne Rapp – Kto zabił ciotkę Cookie?
  - John Roach i Mary Sweeney – Prosta historia

### Najlepszy debiut aktorski
- Kimberly J. Brown – Niesione wiatrem
  - Jessica Campbell – Wybory
  - Jade Gordon – Sugar Town
  - Toby Smith – Drylongso
  - Chris Stafford – The Edge of Seventeen

### Najlepsze zdjęcia
- Lisa Rinzler – Trzy pory roku
  - Harlan Bosmajian – The City
  - Jeffrey Seckendorf – Judy Berlin
  - Anthony Dod Mantle – Julien Donkey-Boy
  - M. David Mullen – Twin Falls Idaho

### Nagroda Johna Cassavetesa
(przyznawana filmowi zrealizowanemu za mniej niż pięćset tysięcy dolarów)
Tytuł filmu
- Blair Witch Project
  - The City
  - Compensation
  - Judy Berlin
  - Treasure Island

### Nagroda producentów „Piaget”
(3. rozdanie nagrody producentów dla wschodzących producentów, którzy, pomimo bardzo ograniczonych zasobów, wykazali kreatywność, wytrwałość i wizję niezbędną do produkcji niezależnych filmów wysokiej jakości.
Nagroda wynosi 25 000 dolarów ufundowanych przez sponsora Piaget)
- Pamela Koffler – I’m Losing You
  - Eva Kolodner – Nie czas na łzy
  - Paul Mezey – The City
  - Christine K. Walker – Backroads and Homo Heights

### Nagroda „Ktoś do pilnowania”
(6. rozdanie nagrody „Ktoś do pilnowania”; nagroda przyznana zostaje utalentowanemu reżyserowi z wizją, który nie otrzymał jeszcze odpowiedniego uznania. Nagroda wynosi 25 000 dolarów)

(Reżyser − Film)
- Cauleen Smith − Drylongso
  - Dan Clark – The Item
  - Julian Goldberger – Trans
  - Lisanne Skyler – Getting to Know You

### Nagroda „Prawdziwsze od fikcji”
(5. rozdanie nagrody „Prawdziwsze od fikcji”; nagroda przyznana została wschodzącemu reżyserowi filmu non-fiction, który jeszcze nie otrzymał uznania. Nagroda wynosi 25 000 dolarów)
- Night Waltz: The Music of Paul Bowles
  - American Hollow
  - On the Ropes
  - Well-Founded Fear